# ريمون تيريل
ريمون تيريل (بالإنجليزية: Raymond Terrell) (مواليد 1953) هو سبّاح من بريطانيا الغظمي، مثّل بلاده في الألعاب الأولمبية الصيفية 1968.

## روابط خارجية
ريمون تيريل على موقع أوليمبيديا (الإنجليزية)